# 都甲幸治
都甲 幸治（とこう こうじ、1969年11月25日 - ）は、日本のアメリカ文学研究者、翻訳家。早稲田大学文学学術院教授。読売新聞書評委員。

## 人物・来歴
福岡県で生まれ、千葉県・秋田県・東京都・石川県で育つ。駒場東邦中学校、金沢市立野田中学校、金沢大学附属高等学校を経て、1993年に東京大学教養学部教養学科表象文化論専攻を卒業後、東京大学大学院総合文化研究科表象文化論専攻修士課程修了。翻訳家を経て、東京大学大学院総合文化研究科地域文化研究専攻アメリカ科修士課程修了。同大学院博士課程、南カリフォルニア大学大学院英文科博士課程に在籍。
2004年、早稲田大学文学学術院専任講師就任。「村上春樹の知られざる顔」（『文學界』2007年7月号）では、それまで邦訳されていなかった村上春樹の欧米におけるインタビュー記事などを紹介した。柴田元幸門下。

## 著書

### 単著
- 『偽アメリカ文学の誕生』（水声社） 2009
- 『21世紀の世界文学30冊を読む』（新潮社） 2012
- 『狂喜の読み屋』（共和国） 2014
- 『生き延びるための世界文学 21世紀の24冊』（新潮社） 2014
- 『「街小説」読みくらべ』（立東舎） 2020
- 『世界文学の21世紀』（Pヴァイン） 2020
- 『教養としてのアメリカ短篇小説』（NHK出版） 2021.10
- 『大人のための文学「再」入門』（立東舎） 2023.10

### 共著
- 『ノーベル文学賞にもっとも近い作家たち いま読みたい38人の素顔と作品』（青月社） 2014

ジュノ・ディアスを担当
- 『読んで、訳して、語り合う。 都甲幸治対談集』（立東舎） 2015
- 『きっとあなたは、あの本が好き。連想でつながる読書ガイド 対談集』（立東舎） 2016
- 『世界の8大文学賞 受賞作から読み解く現代小説の今』（立東舎） 2016
- 『引き裂かれた世界の文学案内 境界から響く声たち 対談集』（大修館書店） 2020
- 『ノーベル文学賞のすべて』（編、立東舎） 2021

### 訳書
- 『勝手に生きろ!』（チャールズ・ブコウスキー、学習研究社） 1996、のち学研M文庫。
  - （新版）河出文庫、2007 ISBN 9784309462929
- 『動物園 - 世界の終る場所』（マイケル・ヴェンチュラ、学習研究社） 1997
- 『未亡人の一年』上下（ジョン・アーヴィング、中川千帆共訳、新潮社） 2000、新潮文庫 2005
- 『塵に訊け!』（ジョン・ファンテ、DHC） 2002　ISBN 9784887242982
- 『ヴァーノン・ゴッド・リトル 死をめぐる21世紀の喜劇』（DBCピエール、ヴィレッジブックス） 2007
- 『ベンジャミン・バトン 数奇な人生』（スコット・フィッツジェラルド、イースト・プレス） 2009
- 『オスカー・ワオの短く凄まじい人生』（ジュノ・ディアズ、久保尚美共訳、新潮社） 2011
- 『天使エスメラルダ 9つの物語』（ドン・デリーロ、柴田元幸・上岡伸雄・高吉一郎共訳、新潮社） 2013
- 『こうしてお前は彼女にフラれる』（ジュノ・ディアス、新潮社） 2013
- 『ポイント・オメガ』（ドン・デリーロ、水声社、フィクションの楽しみ） 2019
- 『ホワイトノイズ』（ドン・デリーロ、日吉信貴共訳、水声社、フィクションの楽しみ） 2022
- 『郵便局』（チャールズ・ブコウスキー、光文社古典新訳文庫） 2022
- 『暗闇に戯れて 白さと文学的想像力』（トニ・モリスン、岩波文庫） 2023.9

### インタビュー掲載
- CURIOSITY2（DU BOOKS 2017年10月発売）